# Patrick de Ribemont
Pour les articles homonymes, voir Ribemont (homonymie).
Patrick Allenet de Ribemont est un restaurateur français et le directeur de la Reine Pédauque, située alors au no 6, rue de la Pépinière, à Paris.

## Biographie

### L'élection présidentielle française de 1974
En juillet 1974, une amnistie réintégre des cadres de l'OAS, comme Pierre Sergent, dans la vie politique française au sein des Républicains indépendants de Valéry Giscard d'Estaing, dont le septennat est marqué par la mort de trois figures politiques de droite : Jean de Broglie (Républicains indépendants), Joseph Fontanet et Robert Boulin (RPR).
Patrick de Ribemont est le « commanditaire présumé » de l'assassinat au no 2, rue des Dardanelles, de Jean de Broglie, ancien secrétaire d'État de Charles de Gaulle, le 24 décembre 1976, qui a lieu en sortant du domicile de Pierre de Varga, son conseiller fiscal au passé sulfureux, qui est rapidement arrêté, soupçonné d'être le « personnage-clé » de l'affaire. L'assassinat est revendiqué par le Groupe Charles-Martel. Le tireur Gérard Frêche et Guy Simoné, ancien inspecteur de police aux ordres de Robert Pandraud, proche du juge Jean-Pierre Rosenczveig et de Pierre de Varga, sont arrêtés et interrogés par la brigade criminelle avant de passer aux aveux circonstanciés. Robert Broussard est alors chargé de l'affaire.
L'Express, en janvier 1977, puis Le Canard enchaîné, en 1980, publient des documents selon lesquels Michel Poniatowski aurait pu sauver le député giscardien, ayant été au courant des menaces de mort pesant sur lui. Patrick de Ribemont est condamné à dix-huit mois de prison, à la maison d'arrêt de Fresnes, dont douze avec sursis, mais considère qu'on lui a volé dix-huit ans de sa vie. Il obtient un non-lieu le 21 mars 1980.

### L'élection présidentielle française de 1981
Des négociations menées par des proches du candidat François Mitterrand aboutissent à l'appel du général Salan à voter pour lui. À l'issue du procès le 23 décembre 1981, Varga, défendu par Joannès Ambre et Francis Szpiner, est condamné par la cour d'assises à dix années de réclusion pour « complicité d'assassinat ». Mais Pascale de Varga, sa fille, dit que le prêt accordé par Jean de Broglie ne concernait pas son père, mais uniquement Ribemont. Un protocole secret aurait été signé prévoyant qu’en cas de décès du prince, l’argent dû devrait être versé à sa famille. Les débats ne permirent pas de mettre en lumière les responsabilités exactes, comme le déplora le président André Giresse (qui prononcera la dernière condamnation à mort d'un jury d'assises à Paris, à la fin du procès de Philippe Maurice, finalement gracié par François Mitterrand) dont Robert Badinter fut l'avocat des parties civiles, soulignant le manque de coopération complet des services de police avec la justice et le caractère manifestement mensonger de nombreux témoignages.

### Compte rendu de la Cour européenne des droits de l'homme
Il fut défendu par Raymond de Geouffre de la Pradelle qui le mit hors de cause après avoir été publiquement présenté comme coupable par Michel Poniatowski, et permit alors de faire condamner la France.

« Cour européenne des droits de l'homme, 10 février 1995 et 7 août 1996, Allenet de Ribemont c. France : la Cour rappelle avec netteté les pouvoirs publics à leurs devoirs de réserve devant l'action judiciaire en condamnant la France pour violation de l'article 6 de la Convention européenne des droits de l'homme ; toute personne accusée d'une infraction est présumée innocente jusqu'à ce que sa culpabilité ait été légalement établie. Michel Poniatowski, ministre français de l’Intérieur, immédiatement après l’assassinat du Prince Jean de Broglie, a publiquement dénoncé comme instigateur de l'assassinat un homme qui a finalement fait condamner la France à Strasbourg pour « atteinte à la Présomption d'innocence », obtenant une indemnisation de plus de deux millions de francs français. Aucun tribunal français ne suit Michel Poniatowski en condamnant ce coupable prédésigné. La Cour souligne que les prescriptions de l'article 6 de la Convention européenne des droits de l'homme garantissant la présomption d'innocence s'appliquent à tous les niveaux d'intervention de l'autorité publique. »

## Publications
- Patrick de Ribemont, Échec aux princes : l'affaire de Broglie, Henri Berger, 1978